# Soledad (Colômbia)

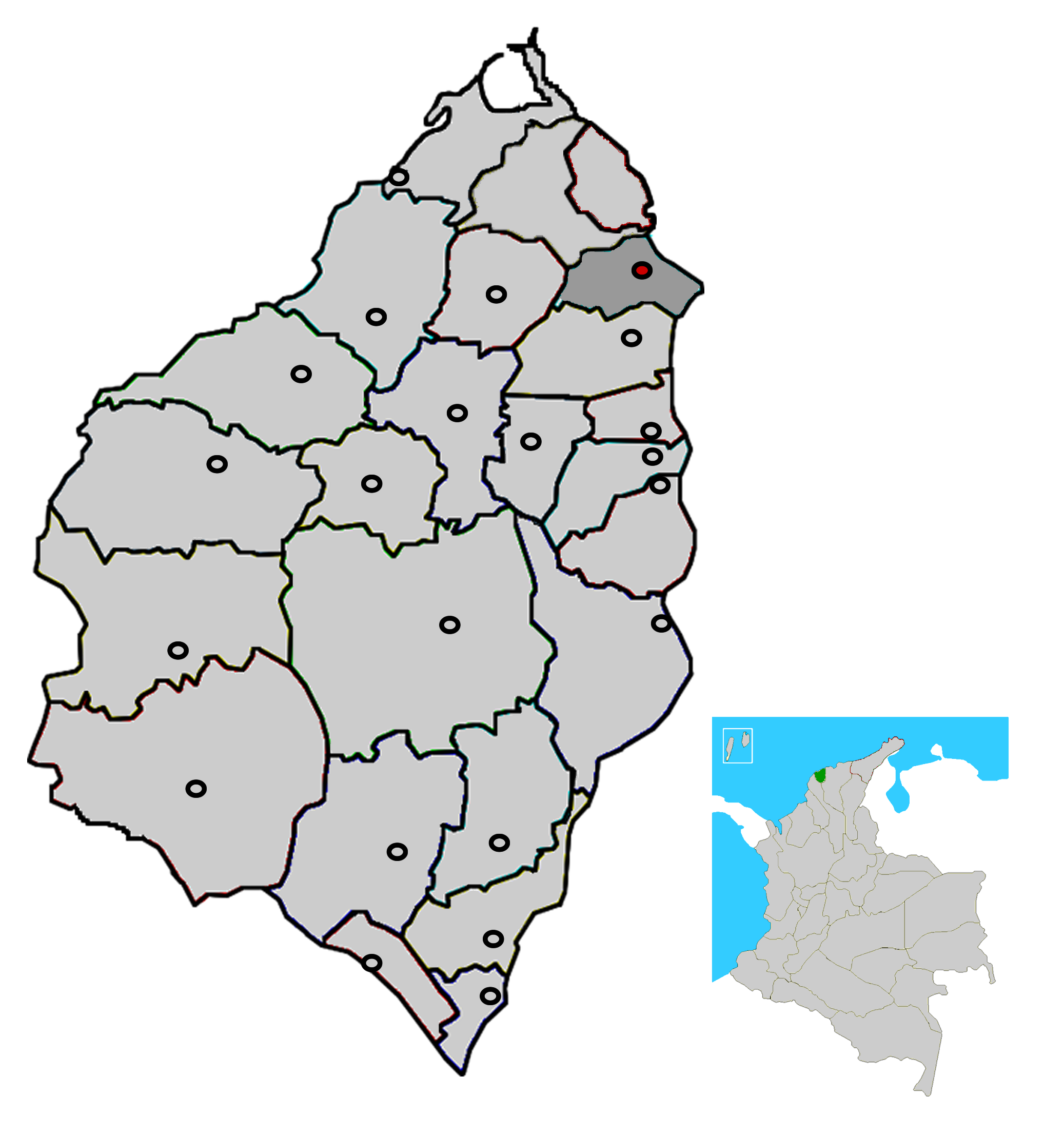
Localização do município de Soledad no departamento de Atlántico.

Soledad é um município da Colômbia no departamento de Atlántico.